# Orthezia selaginellae
Orthezia selaginellae är en insektsart som beskrevs av Morrison 1952. Orthezia selaginellae ingår i släktet Orthezia och familjen vaxsköldlöss. Inga underarter finns listade i Catalogue of Life.